# Trùng Quang Đế
Trùng Quang Đế (chữ Hán: 重光帝 ? – 3 tháng 5 năm 1414) là vị hoàng đế thứ hai và là vị hoàng đế cuối cùng của nhà Hậu Trần, một triều đại được dựng lên ở miền nam Đại Việt để chống lại sự đô hộ của đế quốc Minh sau năm 1407. Ông có tên húy là Trần Quý Khoáng (陳季擴) hay Trần Quý Khoách, là cháu nội của Trần Nghệ Tông. Khi chú ông là Giản Định Đế dựng nhà Hậu Trần (1407), ông giữ chức Nhập nội thị trung. Năm 1408, các tướng Đặng Dung và Nguyễn Cảnh Dị bất bình với Giản Định Đế mới vào Nghệ An lập Trần Quý Khoáng lên ngôi vua. Trần Quý Khoáng tôn Giản Định Đế làm Thái thượng hoàng, cùng tiến quân ra bắc đánh Minh, đến năm 1409, Thượng hoàng bị địch bắt giết.
Trong suốt thời gian giữ ngôi, Trùng Quang Đế cùng các tể thần Đặng Dung, Nguyễn Cảnh Dị và Nguyễn Súy đã tận lực chiến đấu chống quân đội Minh do Anh quốc công Trương Phụ chỉ huy. Các ông từng đánh bại quân Minh ở La Châu, Hạ Hồng, nhân đà truy kích tới tận Bình Than, nhưng cuối cùng bị thiệt hại nặng, phải lui về Nghệ An và Hóa Châu. Sau trận thư hùng đẫm máu ở kênh Thái Đà năm 1413, lực lượng Hậu Trần tan vỡ, Trùng Quang Đế chạy sang Lão Qua nhưng bị Trương Phụ bắt giữ. Tháng 4 năm 1414, trên đường áp giải về Đại Minh, Trùng Quang Đế trầm mình xuống biển tự tử. Nhà Trần diệt vong.
Tuy thất bại nhưng Trần Ngỗi và Trần Quý Khoáng vẫn được các bộ sử sau này của nước Đại Việt coi là vị vua chính thống nối nghiệp nhà Trần, được nhân dân phối thờ trong đền Trần (nơi thờ các vua nhà Trần). Sử thần đời Hậu Lê Ngô Sĩ Liên trong bộ Đại Việt sử ký toàn thư (hoàn tất năm 1479) đã ca ngợi tấm gương của Trùng Quang Đế là "quốc quân chết vì xã tắc".